# グリンスヴァールの森の中 〜成長する学園〜
『グリンスヴァールの森の中 〜成長する学園〜』（グリンスヴァールのもりのなか せいちょうするがくえん）は、ソフトハウスキャラより2006年6月16日に発売されたアダルトゲーム。ジャンルはシミュレーションゲーム。

## ストーリー
田舎街の小さな学校で教師を務め、貧しいながらも充実した生活を送っていたクライスは、ある日学生の頃の恩師の仲介により、辺境の王国に新設される学園の学園長を引き受けることになる。かつて同じ恩師の下で学んだ友人ヴィヴィの助けを借りながら、クライスは学園を繁栄させるために奮闘する。

## システム
限られた広さのマップに施設を建設しながら、より優秀な人材を輩出させ王国と学園の反映を目指すターン制のシミュレーションゲーム。卒業生を各国に送り込む（就職させる）ことによって評価が上がり、新入生や収入（入学金や各国からの寄付など）の増加に繋がる。予算収支が赤字に陥るか戦闘で中央校舎が破壊されると学園が閉園され、ゲームオーバーとなる。なお、1ターンは作中時間にして1年で、ゲーム期間は50 - 300ターンあるため、メインヒロイン5人は全員とも人間ではなく長命な種族である。

## 世界設定
グリンスヴァール王国
本作の舞台となる、あらゆる分野で周辺の国より数十年遅れている辺境の発展途上国。近隣の大国、レグルリア王国・ライバー共和国・ブレッドワード商国とはいずれも険悪な関係で、特にレグルリア王国とは長年に渡り紛争状態にある。真面目に納税している国民が少ないために万年予算不足で、軍備どころかインフラさえも満足に整えることが出来ていない。あげくに政府上層部には諦めムードが漂っており全くやる気がなく、国王に至っては御前会議で居眠りばかりしている。
もはやいつ滅亡してもおかしくない国家であるが、ただ1人状況を打開しようと奮闘ている内務大臣の発案により、王立学園を設立して人材を育成し国を建て直そうという政策を実施することになった。通貨はB（ブレット）で、学生の場合一ヶ月の小遣いが200Bほどあると、友人から羨ましがられる。王都は海に面しており、王城などの中心部は湾から少し内陸に入った場所に位置し、近くの別の湾へ向かって流れる川沿いにも市街が広がっている。
王立グリンスヴァール学園
グリンスヴァール王国内務大臣の国家再建計画の要として、王都から少し離れた未開の森に建てられた学園。詳細は後述。
グリンスヴァールの森
王立グリンスヴァール学園の建設地に選ばれた森。王都までは馬車で1時間ほどの距離がある。元は名無しの森だったが、学園の建設にあたり国名と同じく「グリンスヴァール」と名付けられた。北東は断崖絶壁の山肌に面し、南西には穏やかな川が流れる。学園の建設が始まるまでは全く手付かずの土地だったため、多くの動植物が生息し、中には人間が未発見のものもある。また北東の断崖には謎の地下迷宮への入り口がある。実は大地の大精霊が宿っている、格式高い森。
長寿族
人間によく似た不老種族。不老なので病気以外では寿命はない。耳が少し尖っている以外に人間と外見的な違いはない。性欲がほとんど無いため繁殖力が極めて低い。高い知能と永遠の若さを人間に妬まれて迫害され数が激減、虐殺されたり、女性は捕らえられ性奴隷として売買されたりしたため、現代に生きる多くの長寿族は正体を隠し人間社会に紛れて生活しており、同族同士が出会うのは数百年の間にわずか数人程度である。
正式な種族名を「リーエ」といい、神が精霊の後、人間の前に創造した生命体。第一世代は47人。「長寿の種族」と伝わっているが正確には「寿命の無い種族」であり、病気や外傷によって落命しない限り永遠に生き続ける。あまりに完璧過ぎるリーエに退屈した神は、その後不完全な人間を創造した。神はやがてあらゆる面で優秀なリーエが人間勢力を圧倒するのではないかと危惧し、リーエの生殖能力に封印を施し同族同士では繁殖出来ないようにした。異種族間での繁殖は可能で、稀にリーエの特質を持つ子供が生まれることがある。リーエの女性が人間に性奴隷として扱われていたのも、元々はリーエの子孫を残すために彼女達自身が望んだことであった。この封印は神のやっつけ仕事なために完全ではなく、精霊・人間（獣人などの亜人を含む）・天使・魔族の4種族全てと交わることで封印が解けて同族同士での生殖が可能になる（生殖を望むリーエの男女のどちらか一方が条件を満たせば良い）。
肉体と同様に精神も老いることが無く、何歳になっても向上心や探究心を失うことがない。また一度誰かに愛情を抱くと、その人物を永遠に想い続けるという習性がある。
精霊
神が天地創造に際して生み出した、最初の生命体。6体の大精霊と、彼らから派生した様々な精霊がいる。例えば、「学園の精霊」は「大地の大精霊」の子供である。通常は人間の世界とは異なる時空に存在しており、人間が精霊の世界と長く接触していると精神が崩壊してしまう。なお学園の精霊は、宿る学園を75年ほど存続させると中堅精霊となり、仲間内でも一目置かれるようになる。
天使・魔族
神が退屈凌ぎに人間に次いで創造した天界・魔界の住人。それぞれ様々な種類がいる。かつて両者は戦争をしていたが、竜に対抗するため共闘した（「巣作りドラゴン」を参照）ことを機に現在は条約を結び停戦状態にあるものの、非常に仲が悪い。停戦条約の定めるところに従い、人間の世界へ行く際には能力の封印を受けることになっているが、その状態でも1人で人間の軍隊を相手に出来るほど強大な戦闘力を持っている。
獣人
獣の肉体的特長を持つ亜人。人間との関係は良好だが、多くの獣人は辺境に村を築き同族で纏まって暮らしているため、人間の生活圏で見かけることは珍しい。人間とは異なり発情期がある。天使や魔族と同様に様々な種類がおり、特に有名なのは「オオガー族」である（「巣作りドラゴン」・「王賊」を参照）。人間より長命で、300年以上生きる者もいる。
パンプキン
グリンスヴァール王国界隈で無職の人を指す言葉。同じ無職でも「家事手伝い」は一応「職業」として認められているので、実家の家事すらも手伝わずにただ毎日ブラブラしている人のことを、特に「パンプキン」と呼ぶようだ。

## 王立グリンスヴァール学園

### 概要
滅亡寸前のグリンスヴァール王国が国家再建を賭け、学園長としてクライス・ディエルトンを招聘して設立した王立の総合学園。基本的に全寮制。校章は、枝葉と根を広げた大樹をあしらったデザイン。学園施設は王都から少し離れた森（後に「グリンスヴァールの森」と命名）を開墾して建てられた。クライスが王国にやって来た時点では、校舎の建設どころか建設予定地の森林の伐採すら行われておらず、開園までに1年近い年月を要した。王立ながら政府上層部の多くからは全く期待されていないため、土地・最低限の施設・僅かな予算が用意された以外、経営の全てがクライスに丸投げされている。学園の精霊シャルロットが宿る大樹の前に中央校舎が建ち、その左右に学生寮と体育館（多目的ホール）が、大樹を挟んだ北側にグラウンドがある。
時折物資を外部の商人から買い入れる以外、学園内施設の運営や物品の流通は全て教師と生徒に任されており、様々な経済活動が行われている。また敷地が広大であるため、学園内施設間や、学園～王都間を行き来する定期馬車、急病人に対応するための救急馬車などが運行している（御者は生徒）。人材の早期育成を求める王国の方針に従い1年制ではあるが、卒業に必要な要件を満たさなかった者、また卒業は出来るが残留を希望する者については、2年以上在籍することが出来る。そのため「学年」が無いものの、生徒の間では「先輩」「後輩」という呼び名が使われている。
学園の精霊シャルロットの力により、一夜にして施設が増改築されたり、前日まで何も無かった場所に突然施設が建ったりしているが、精霊の仕業なので学園関係者は誰も不審に思わない。しかし勘の良い人たちは、中央校舎裏の大樹から不思議な気配を感じ取っている。
なお、ソフトハウスキャラの他作品に登場するいくつかの学園は、当学園の分校に当たる（グリンスヴァール学園の精霊シャルロットの娘たちが宿っている）。

### 入学・卒業
毎年4月に行われる入学式はあるものの、入学自体は随時可能。王国の人材不足は形振り構っていられる状況ではないため、人間以外の種族はもとより敵性国家を含む外国出身者も広く受け入れている。学園で教育を受けるには入学金と毎月の授業料の納付が必要だが、教育に無関心な土地柄で少しでも多くの生徒を確保しようという方針から、金額はかなり安めに設定されており、支払いは一括か分割かを選べる。それでもグリンスヴァール国民は貧しいので納付が厳しくなる者が出るが、アルバイトを斡旋したり授業料代わりに奉仕活動を科すなどして、可能な限り生徒が学園に残れるよう配慮されている。そのため怠慢な滞納者への対応は厳しく、容赦なく放校処分にしている。
卒業するためには、共通授業を300時間以上受けるか、もしくは共通授業を90時間以上受けかつ個人授業で出される卒業課題をこなす必要がある。卒業生の再入学に制限が無いため、毎年卒業生の何割かが再び学園に入学してくる。確認されている中では、最大で7回も卒業した者がいる。

### 制服
女子は黒を基調としたセーラー服で、各部に金のラインが入っておりリボンタイは赤。男子は女子のものと同じ色彩の学ラン。入学に年齢制限が無いため、教師と生徒を区別する目的で授業中は制服の着用が義務付けられている。その日に出席しなければならない授業が全て終わった後や授業の無い日には、私服で各施設へ出入りしても構わない。

### 校則・寮則
授業や外敵迎撃時など規定の場合を除く学園内での魔法使用の禁止。校舎内へのBL系出版物の持ち込み禁止。男子の女子寮への立ち入り、女子の男子寮への立ち入り禁止。寮での動物飼育の禁止。

### 寮・住宅
学生寮は中央校舎の西隣に位置する。基本的に学園生徒は全員ここに居住することになる。建物は男子寮と女子寮に分かれており2つのコの字が背中を合わせたような配置で隣接して建っている。居住エリアは通常2～6人の相部屋だが、成績優秀などの実績を挙げて寮長もしくは監督生から推薦を受けた者は個室を貰える。相部屋の生徒は個室を羨ましがるが、実際に住む生徒によると個室はとても寂しいらしい。共有エリアには玄関・ロビー・食堂・風呂・倉庫・相談室・購買などがある。毎年、新入生歓迎会や男子寮女子寮合同パーティなどの催しが開かれる。寮生の衣服の洗濯を有料で請け負う洗濯部、食堂で特定の生徒に雇われた給仕など、寮内でも生徒による経済活動が盛んである。
生徒の居住施設には例外として、他人と生活時間を合わせることが困難な生徒のためのアパートや、一部上流階級の生徒が使用人と共に住むための一戸建ても用意されている。一戸建てでは、生徒を高給でメイドとして雇う場合もある。

### 授業形態
卒業までの1年で可能な限り学ばせるため、共通授業と個人授業の2形態が採られている。
共通授業
読み書きや算数などの基礎学力や基礎体力を身につけるための授業。時間割に従い、決まった時間、決まった場所、決まった内容で行われ、生徒は必ず一定時間受けなければならない。
個人授業
各教師が独自に専門的なことを教える授業で、日時や場所は不定。生徒は受けても受けなくても良いが、各授業で出される卒業課題をこなさなければ「個人授業を受けた」とは看做されない。

### 教科と校舎
中央校舎
大樹と並ぶ学園の象徴。主に共通授業が行われる。
学問校舎
共通授業より一歩踏み込んだ専門的な学問を学ぶ生徒のための校舎。教師や学者を育成する。
魔法学校舎
魔法やマジックアイテムの製作を学ぶ生徒のための校舎。よく爆発事故が起きる。学園内で突風が吹いて女子生徒のスカートが捲れ上がると、ここの生徒が疑われる。魔法使いを育成する。
兵学校舎
武道や戦術を学ぶ生徒のための校舎。野外演習が多いため普段は人気が少ない。騎士や兵士を育成する。
産業校舎
商品の製造・販売を学ぶ生徒のための校舎。製造系の生徒が作った商品を、販売系の生徒が学内で販売している。商人や職人を育成する、
専門校舎
既存の学科にとらわれない様々な専門分野を学ぶ生徒のための校舎。メイドや執事、芸術家などを育成する。
東方研究所
東方の文化を学ぶ生徒のための校舎。東方の文化は何もかもが珍しいので人気がある授業。巫女や魔法使いを育成する。
政治研究所
政治を学ぶ生徒のための校舎。王制国家の政治をシミュレートしたカードゲームが流行っているが決して遊んでいるわけではない。執政官や革命家を育成する。
神話研究所
神話や異世界について学ぶ生徒のための校舎。神は生徒から不評である。宗教家などを育成する。
魔物研究所
魔物の生態について学ぶ生徒のための校舎。その内に魔物を飼い始めるのではないかと心配されている。宗教家などを育成する。
観測所
天文学を学ぶ生徒のための高性能の望遠鏡を備えた天体観測所。学園の敷地内で最も天体観測に適している場所は女子寮の真正面に位置する丘であるため、あらぬ嫌疑をかけられている。研究者を育成する。

### 生徒会
生徒の自主性を重んじる校風から、一般的な学校の生徒会より大きな権限を与えられている。会長以下役員は毎年選挙で選出されるが、王制国家の学校で生徒に選挙を推奨して良いのかという意見もある。学園の敷地内に自治エリアを有し、各委員会を監督したり学園側に様々な要望を出すなどの活動を行う。生徒会役員経験者には、卒業後に執政官や将軍など国家を担う役職に就く者が多い。

### 委員会
風紀委員会、図書委員会、美化委員会、保健委員会、魔法委員会、兵学委員会、祭典委員会、選挙管理委員会などがある。各委員長は生徒会役員の委員会管理長によって監督される。

### クラブ等
洗濯部、探検部、料理研究会、靴の臭い研究会、惚れ薬研究会などがある。
メルエファンクラブ
メルエのファンクラブ。グッズ販売なども行っており、毎年数万～数十万Bというかなりの金額を学園に寄付している。
鉄銀会
産業系の優秀な生徒、つまり大きく儲けている生徒が集まる会。最も繁盛していない者でも1万Bは資産を持っているらしい。

### 学園守備隊
学園内のトラブルの処理は通常風紀委員会の担当だが、暴力沙汰や犯罪など風紀委員の手に余る事例が発生した場合、その対応に当たる教師長の直轄組織。隊員は有志の教師や生徒であるが、並みの軍隊相手なら引けを取らないほど練度が高い。多くは非常時のみに招集されるが、女子寮の住人で構成される女子寮守備隊は常設で、侵入や覗きを試みた男子生徒を殺意をもって取り締まる最精鋭である。

### 行事
体育祭、収穫祭、合唱会、ダンスパーティ、武術大会、料理大会などがある。

## メインキャラクター
クライス・ディエルトン
主人公、グリンスヴァール学園の学園長を務める長寿族（リーエ）の男性。年齢はおよそ700歳。元は辺境の田舎街で全校生徒が15人にも満たない小さな学校の教師を薄給で務め、生徒からの差し入れで飢えを凌ぐというカツカツの生活をしていた。本人はそんな生活に満足していたが、学生の頃に世話になった恩師（長寿族）からの半ば脅迫じみた紹介状により、王立グリンスヴァール学園の学園長に就任する。ただし普段は正体を隠してヴィヴィの補佐役の一教師を装っており、セレモニー等で公の場に出なければならない時は老人の扮装をしている。教師という職業柄、ソフトハウスキャラ作品の主人公の中でも群を抜いて真面目な性格で、肉体関係を持った女性に対しても非常に真摯である。かつて兵士として出征した際、戦場で友軍の兵士たちが捕虜の女性兵士を輪姦しているのを見て見ぬふりしたことがあり、それがトラウマになっている。
学園建設地の下見でグリンスヴァールの森を訪れた際、森のほぼ中央に位置する大樹から学園の精霊シャルロットが生まれる瞬間に遭遇し、この大樹を学園の中心にすることを決めた。同族のヴィヴィとは同じ恩師の下で学んだ友人あり、成績でトップを争うライバルだった。彼女との出会いに運命的なものを感じて惹かれ、学生の頃にプロポーズしたことがあるが、あえなく断られている。両親から人間に迫害されてきた長寿族の歴史を聞かされて育ったため、特に親しい者以外に正体を明かすことを極端に嫌う。封印を解かなければ長寿族同士では子供が出来ない・両親はクライスに封印を解く方法を教えていない、などのことから両親は長寿族と人間のカップルだったと推定される。長寿族は紀元が天地創造にまで遡り正確な情報が伝わっていないため、学生の頃から自分の種族の成り立ちとその存在意義について研究し続けている。
シャルロット・グリンスヴァール（声：大波こなみ）
愛称はシャル。グリンスヴァール学園に宿るピンク色の髪をした精霊の少女。大地の大精霊グリアルベルモルモローの娘。本体は中央校舎裏にそびえる大樹だが、学園の完成と共に人間の少女としての肉体を得た。普段は制服を着て学園の生徒に成り済まして生活しており、寮で寝泊りしている。小柄だが胸は大きい。収穫祭に伴って学園で開かれるバザー（フリーマーケット）では、笑顔でパンツを見せながら執拗に値下げ交渉するため、「ピンク色の悪魔」「値切り女王」などと呼ばれ恐れられている。
学園の精霊の主な役割として「学園関係者を幸せにする」というものがあるが、これは「将来起きる不幸を取り除く」ことで実現されるため、人間からは非常に認識され難い。生まれたばかりで力が弱いため、クライスの協力を得て「将来起きる不幸」をあらかじめ再現して消化し、学園関係者の未来を守っている。処女や童貞が見舞われる不幸を重点的に回避しているため、クライスとは頻繁に激しいセックスをしている。後にクライスを愛するようになったため力が不安定になり、不幸回避の儀式の後でクライスの記憶が混乱することがあった。母である大地の大精霊グリアルベルモルモローの応援を受けてクライスと結ばれ、リアン・リスカ・リーネという名の3人の娘をもうけた。将来、リアンはアルフレッド学園の（「アルフレッド学園魔物大隊」を参照）、リスカはロータス学園の（「レベルジャスティス」を参照）、リーネは椚葉学園の（「ダンシング・クレイジーズ」を参照）精霊となる。
ヴィヴィアン・ワールフェン（声：青山ゆかり）
愛称はヴィヴィ。グリンスヴァール学園の教師長を務める長寿族（リーエ）の女性。年齢は1400歳以上。元クアンデリン王国副宰相。かつてクライスと同じ恩師の下で学んだ学友。クライスの援助要請を受け、官を辞してはるばるグリンスヴァール王国を訪れ、正体を隠しているクライスに代わり実質的なトップである教師長としてグリンスヴァール学園に勤める。自分の授業を持っており、学内では優しさと厳しさを備えた美人教師として知られているが、「ナンパしてきた好みでない男の断り方」などという奇妙な授業を行っていることがある。素質が無いため魔法が使えない。致命的な料理下手である。言動や立ち居振る舞いに全く隙が無いためなかなか男が寄り付かない反面、やたらと女子生徒から言い寄られることが多いのが悩み。
実は学生時代からクライスに好意を抱いていたが、彼からプロポーズされた際は理由も告げずにそっけなく断っていた。ずっと昔に出会った長寿族第一世代47人の1人から同族同士では繁殖出来ない封印の存在を聞かされており、クライスの子供を産むことが出来ないというのがプロポーズを断った理由だった。しかしクライスが封印の解除に成功したことから想いが実り学園で盛大な結婚式を挙げ、数年後にはティンクルという名の娘を授かった。ただ1人の異性に情を注ぎ続ける長寿族の性質のため非常に嫉妬深く、「他の女を抱いたら、後ろから刺して学園を燃やす」と言ってクライスを脅した。
ニキ・ニッカ・ニーエン（声：神崎ちひろ）
グリンスヴァール学園に通う獣人の少女。「オオガー族」とは異なる部族で、天真爛漫そのもの。頬・肩・手首・腰・太股・足首に虎縞のような模様がある。犬掻きのような泳ぎ方をする。格闘にも優れているが、戦闘ではレイピアを用いる。ニキの故郷の村では、強く勇気があり優しくて顔が良い男が繁殖に最適な相手とされている。
元々は正規の生徒ではなく、学園に通う友人に連れられてやって来てそのまま友人の寮室に住み着き勝手に授業も受けていた、いわゆる「天ぷら学生」。私服で活動していたが、あまりにも堂々としていたため誰も怪しまなかった。ある教師が気付いて調べたところ事態が判明、ニキに悪意は無く入学金や授業料といったシステムを知らなかったこと、また文武両道に優れ成績優秀であったため、この教師は自分が授業料を立て替えることを条件に彼女の入学を学園に嘆願した。これをクライスが承認したため、晴れてグリンスヴァール学園の生徒となる。またこれを機にグリンスヴァール学園に特待生制度が導入されることになる。その後は選挙管理委員会や探検部、入学式の手伝いなど積極的に学園活動に参加している。また時折森へ入っては野性の鳥獣を狩って食べたり、熊のように素手で魚を捕まえたりしている。
獣人のため発情期があるが、これまであまり異性に興味を持っていなかったせいで性衝動はわずかなものだった。しかしクライスと知り合ってから男性を意識するようになり、迎えた発情期で性衝動を抑えられずクライスを襲ってしまった。以降校舎内など所構わずクライスを求めている。セックスに没頭すると相手を噛む癖がある。卒業から8年後にはグリンスヴァール王国軍大将軍（総司令官）となり、レグルリア王国との戦争を終結させた偉大な英雄として王国の歴史に名を残した。終戦後は退役してグリンスヴァール学園に就職、学園守備隊を教導している。
なおヒロインとして正式に登場する以前の女子寮のミニイベントで、ロビーで寛ぐ女子生徒達の中にパジャマ姿のニキが混じっている。
メルエ・ユーナギワール・フェレインダーシュ（声：松永雪希）
グリンスヴァール学園に通う光神族（天使の一種）の少女。歌焔に2000歳と言われて憤慨していたので、比較的若いようだ。普段は隠しているが、背中に一対の白い翼を持つ。巨乳。魔界との協定により能力を封印されているが、それでも1発で大岩を吹き飛ばす威力の魔法を使える。ただし、戦闘では身の丈ほどもある大剣を用いる。アイドル状態で学園内にファンクラブがある。ほとんどセパレートの水着のような露出度の高い私服で敷地内をうろうろしているため、特に熱狂的な男子生徒のファンが多く、中には父子2代でメルエファンという生徒もいる。また毎回参加している合唱会は、事実上メルエのコンサートと化している。家事が苦手で、衣服の洗濯は洗濯部に委託している。特技は目を開けたまま眠ること。魔族である歌焔とは当初犬猿の仲だったが、シャル・ニキを含む4人でつるんでクライスをからかっている内にある程度打ち解けた。一見穏やかな性格と上品な立ち居振る舞いで人気があり友人も多いが、実は人間の人生はもとより生死にすら全く興味がなく、自分が楽しむための道具としか思っていない。
ただ学園生活に飽きたので退屈凌ぎがしたいという理由だけで、一部上流階級の生徒らを唆して王国に対しクーデターを起こさせようとしていたが、クライスに篭絡されて計画を中止した。クライスに「退屈しないで済むようになるから、恋人を作れ」と勧められたが、「自分に相応しい相手がいない」と言って度々クライスと身体を合わせるようになる。卒業の際には「さよならメルエちゃんコンサート」が盛大に催され、国中から大勢の観客が集まった。卒業後はグリンスヴァール王国国家参謀（宰相）となり、権謀術数を駆使して王国を支えている。政府高官の前でもクライスへの愛情を堂々と示し、彼を困らせている。
香凪坂歌焔（声：カンザキカナリ）
グリンスヴァール学園に通う東方出身の魔族の少女。香凪坂家は魔界の名門であり、親は少将を務める。普段は隠しているが、頭部にコウモリのような一対の小さな黒い翼を持つ。暗がりが苦手。私服は着物。バストサイズは普通なのだが、天敵のメルエが巨乳なこともありコンプレックスを抱いている。戦闘時は薙刀を使う。真面目で落ち着きのある優等生だが可愛いものが好きで部屋はぬいぐるみにで溢れており、特にお気に入りの大きな熊のぬいぐるみを「クライス」と名付けている。また猫に赤ちゃん言葉で話しかけている姿が目撃されている。味音痴で料理下手な魔族にしては、そこそこ食べられる料理を作る。うどんをナイフとフォークで食べようとするなど斬新な試みもしている。天使であるメルエとは当初犬猿の仲だったが、シャル・ニキを含む4人でつるんでクライスをからかっている内にある程度打ち解けた。
生まれつき肉体の質と魔力の質が合致しておらず、高い魔力を持つものの魔法を使うことが出来なかった。暗所恐怖症を克服しようと夜の校舎に忍び込んだところ、突然現れた猫に驚いて集中力が乱れ魔力を暴走させそうになったが、偶然見回りで現れたクライスと交わり魔力を譲渡することで事なきを得た。その後も溜め込んだ魔力の発散のため度々クライスに抱かれていたが、実はその度に僅かながら彼の持つ魔力を取り込んでおり、それを使ってささやかな魔法を使えるようになった。魔法を使うことにより肉体が魔力に慣れていき、やがて自分の魔力でも魔法が使えるようになる。屋外でのセックスに興奮を覚える性質で、クライスと共に王都まで出掛けて路地裏等で行為に及び、そのまま宿屋に一泊して早朝に学園に戻るということを繰り返している。卒業後はグリンスヴァール学園に教師として就職、後には魔界で私塾を開設し、多くの優れた人材を育てた。クライスとの「新しい体位の研究」にも励んでいる。
グリアルベルモルモロー（声：西田こむぎ）
グリンスヴァールの森に宿る大地の大精霊。シャルの母親。世界で最も古い生命体だが、若く見られたがっている。あまりに高貴すぎる存在なため、なかなか男が寄って来ないのが悩み。クライスに長寿族（リーエ）の真実を教えたり、娘であるシャルの恋を応援したりと、慈徳に満ちた存在である。
王国の使者（声：島崎比呂）
グリンスヴァール王国からの要望（達成すると特別報酬がもらえる）を伝えに来る男。「ウィザーズクライマー」に登場するジャッジマンと風貌が似ている。

## サブキャラクター
ベル（声：ダイナマイト亜美）
シャルの能力により未来の不幸を回避された学園の女子生徒。素行の悪い生徒をよく注意する優等生だったが寮で同室の3人の女子生徒から反感を買い、彼女らに唆された男子生徒にレイプされてしまい、彼を刺し殺すはずだった。
ラキ（声：紫苑みやび）
シャルの能力により未来の不幸を回避された学園の女子生徒。お金欲しさに街で男を捕まえフェラチオをしていたが、ある日性質の悪い酔っ払いに引っ掛かって処女を奪われ、そのまま連れ去られて行方不明になるはずだった。
シェシカ・ホリーウッド（声：羽高なる）
シャルの能力により未来の不幸を回避された学園の女子生徒。想いを寄せる男子生徒に迫られ安易に体を許してしまいできちゃった結婚するが、数年後浮気した夫を刺し殺してしまうはずだった。
オリエ（声：金松由花）
シャルの能力により未来の不幸を回避された学園の女子生徒。友人達と川で遊んでいたところ、軍に追われ逃亡中の盗賊達に襲われ、処女を奪われるはずだった。
ノーエ（声：ダイナマイト亜美）
シャルの能力により未来の不幸を回避された学園の女子生徒。お金に困って客にウェイトレスを触らせる酒場で働いていたところ、エスカレートした酔っ払いに処女を奪われるはずだった。
アリス（声：紫苑みやび）
シャルの能力により未来の不幸を回避された学園の女子生徒。本名はミシェル。卒業後は娼婦となり、所属する娼館の乱交パーティでかつて自分に想いを寄せていた同級生の男性に犯されるはずだった。
レナ（声：羽高なる）
シャルの能力により未来の不幸を回避された学園の女子生徒。誤って封印されていた魔王を召喚してしまい、慰み者にされるはずだった。
グレース（声：逢川奈々）
シャルの能力により未来の不幸を回避された学園の女子生徒。卒業後は騎士となるが、戦場で敵に捕らわれ数日間犯され続け、正気を失うはずだった。
流香（声：渋谷ひめ）
シャルの能力により未来の不幸を回避された学園の女子生徒。卒業後は忍者となるが、行方不明の姉を探して潜入した敵城で捕らえられ、敵国の王子から性的な拷問を受けるはずだった。
ルイ（声：金松由花）
シャルの能力により未来の不幸を回避された学園の女子生徒。卒業後は看護婦となるが、人妻でありながら勤め先の病院で男を漁り、彼女の虜になった入院患者が他の女性では勃起しなくなってしまうはずだった。
エレン・ロンダーグリップス（声：春日アン）
シャルの能力により未来の不幸を回避された学園の女子生徒。某王国大貴族の娘で卒業後は自分の街に戻ったが、両親共々領民に対し非道の限りを尽くしたためやがて領民の反乱を招き、捕らえられて公開レイプの果てに死亡するはずだった。
リリー（声：春日アン）
シャルの能力により未来の不幸を回避された学園の女子生徒。卒業後はメイドとなるが、あまりにもミスが多く役立たずなため館の主人の性処理道具にされるはずだった。
ネーア（声：宇佐美桃香）
シャルの能力により未来の不幸を回避された学園の女性教師。自分に横恋慕していた男に娘アイリを人質に捕られて脅され、娘共々犯されるはずだった。
アイリ（声：逢川奈々）
シャルの能力により未来の不幸を回避された学園の女子生徒。ネーアの娘。母ネーアに横恋慕していた男に捕らわれ、母共々犯されるはずだった。
ロアナ（声：羽高なる）
シャルの能力により未来の不幸を回避された学園の女子生徒。卒業後は実家の牧場を継いだが経営が上手くいかず、借金の代わりに金貸しの男に犯され妊娠するはずだった。

## 主題歌
「ロマンス・アカデミー」
楽曲製作：アトリエピーチ / 作詞・作曲：あきづきかおる / 歌唱：林美穂・亜月ちえみ

## 補足
キャラクターデザインはG・むにょだが、電撃姫に連載されていたコラム「劇場レボリューション+」の22 - 26回では、メインヒロイン5人を佐々木珠流が描いていた。